# Нэстасе, Адриан
Адриа́н Нэста́се (рум. Adrian Năstase; род. 22 июня 1950, Бухарест) — румынский политический и государственный деятель, премьер-министр Румынии в 2000—2004 годах.

## Биография
Родился в 1950 году в Бухаресте в семье бывшего офицера Королевской румынской армии.
Окончил университет Бухареста, получил двойное высшее образование — юриста и социолога. Работал преподавателем, судьёй, руководителем ряда юридических и международно-экономических организаций. Был женат на дочери видного коммунистического функционера Григоре Преотяса, но вскоре развёлся, чтобы жениться на дочери Анджело Микулеску, ещё одного видного функционера. При режиме Чаушеску, несмотря на свою молодость, нередко участвовал в международных конференциях, выступал со статьями с критикой «западной концепции прав человека».
В 1989 году участвовал в румынско-советской молодёжной конференции в Москве и во Всемирном фестивале молодёжи и студентов в Пхеньяне. Дал интервью газете «Комсомольская правда», где высказался против перестройки в СССР.
После революции входил в первые правительства Фронта национального спасения как министр иностранных дел с 28 июня 1990 по 16 октября 1992 года. С 1993 по 1997 год возглавлял Социал-демократическую партию Румынии (СДП).
С декабря 2000 по декабрь 2004 года занимал пост премьер-министра Румынии. В 2003 году подписал с Ионом Сасу соглашение о вступлении в правящую СДП неокоммунистической Соцпартии труда.
Участвовал в президентских выборах 2004 года, однако проиграл их с небольшим перевесом Траяну Бэсеску. Являлся президентом Палаты депутатов Румынии с 21 декабря 2004 по 15 марта 2006 года, затем ушёл в отставку из-за обвинений в коррупции, когда ему и его жене были предъявлены обвинения в получении взяток на общую сумму в 630 тысяч евро. Нэстасе обвинили также в том, что в 2002—2004 годах он использовал своё служебное положение для того, чтобы добиться подарков от сотрудницы государственной строительной инспекции, которой угрожало увольнение, в нарушении таможенного режима в результате его давления на таможенную службу с целью получения разрешения на ввоз строительных материалов и домашней техники из Китая для дачи и дома в Бухаресте.
30 января 2012 года приговорён Верховным судом Румынии к 2 годам лишения свободы по обвинению в коррупции (незаконному получению средств на избирательную кампанию 2004 года). Вынесенный приговор Нэстасе назвал политически мотивированным. 21 июня того же года, когда его должны были задержать и доставить в тюрьму, Нэстасе совершил попытку самоубийства: он нанёс себе огнестрельную рану в шею, после чего долго находился в больнице. Нэстасе был освобожден из тюрьмы в марте 2013 года, отбыв девять месяцев из своего двухлетнего заключения.
В январе 2014 года Верховный суд Румынии приговорил Адриана Нэстасе к четырём годам заключения за взяточничество. Он также приговорён к трём годам тюрьмы по обвинению в шантаже, но в Румынии действует принцип поглощения меньшего срока большим, поэтому второе обвинение не увеличило срок его реального заключения. Его жена Дана Нэстасе признана виновной в участии в сговоре и приговорена к трем годам условно.

## Публикации
Нэстасе опубликовал более 150 статей по международному праву в румынских и иностранных журналах, а также произнёс более 100 речей на международных конференциях. Среди важнейших публикаций:
- Human Rights: a Retrograde Concept
- The Political Idea of Change
- International Economic Law II
- Parliamentary Humor
- Romania and the New World Order
- The Construction of Europe and Constitutional Supremacy
- Romania’s Treaties (1990—1997)
- Personal Rights of the National Minorities
- Regulations in International Law
- The Battle for Life
- Romania-NATO 2002
- NATO Enlargement.